# الميل الأخضر (رواية)
الميل الأخضر (بالإنجليزية: The Green Mile)‏ رواية تسلسلية صدرت عام 1996 للكاتب الأمريكي ستيفن كينج. تروي قصة مواجهة بول إيدجكومب -المشرف على المحكومين بالإعدام- مع جون كوفي وهو سجين غير عادي عنده قدرات غير قابلة للتفسير على الشفاء وإظهار التعاطف. صدرت الرواية التسلسلية في الأصل في ستة مجلدات قبل إعادة نشرها على شكل عمل في مجلد واحد. يعد الكتاب مثالًا على الواقعية السحرية.

## تاريخ النشر
نُشرت رواية الميل الأخضر أول مرة في ستة كتب منخفضة السعر ذات غلاف ورقي. صدر أولها، وعنوانه الفرعي الفتاتان الميتتان في 28 آذار 1996، وتبعته الأجزاء الجديدة بشكل شهري حتى الجزء الأخير، كوفي في الميل، الذي صدر 29 أغسطس 1996. أُعيد نشر الرواية في كتاب واحد بغلاف ورقي في 5 مايو 1997. في 3 أكتوبر عام 2000، صدرت أول نسخة مجلدة بغلاف قاسٍ من الكتاب (ISBN 978-0-7432-1089-8). في 2007، أصدرت مطبعة سَبتيرانيان طبعة بمناسبة السنة العاشرة من الرواية في ثلاثة إصدارات مختلفة، يحاكي كل منها الإصدار الأصلي ذا الستة أجزاء: طبعة الهدية، وهي محدودة بألفي نسخة، وتحتوي ستة مجلدات غير موقعة موضوعة في صندوق واحد مفتوح من الأمام، والطبعة المحدودة، يوجد منها 148 نسخة مرقمة، موقعة من ستيفن كينج، موضوعة في صندوق مفتوح من الأمام، والنسخة المرقمة بالأحرف، يوجد منها 52 نسخة مرتبة بالأحرف، موقعة من ستيفن كينج، موضوعة في صندوق قابل للفتح. لكل نسخة رسومات جديدة خاصة رسمها مارك غيير، وهو صاحب رسومات الرواية الأصلية. لكل إصدار تصميمه الخاص، وأسعار الإصدارات 150 دولار، 900 دولار، 2500 دولار على الترتيب. نُشرت إصدارات أخرى كذلك، بينها مجلد بحجم «كتاب الجيب» أصدرته شركة منشورات بّاو (ISBN 978-1-4391-8278-9).

## التلقي
فازت رواية الميل الأخضر بجائزة برام ستوكر لأفضل رواية عام 1996. وترشحت في 1997 لتكون أفضل رواية في جائزة الفانتازيا البريطانية وفي جائزة لوكوس. وُضع الكتاب عام 2003 في لائحة البي بي سي الخاصة باستفتاء القراءة الكبير لأكثر الروايات تفضيلًا في بريطانيا.

## الفيلم المقتبس عن الرواية
حول فرانك دارابونت الرواية إلى سيناريو لفيلم يحمل نفس الاسم. صدر الفيلم عام 1999، وأخرجه دارابونت وكان من بطولة توم هانكس بدور بول إيدجكومب ومايكل كلارك دنكان بدور جون كوفي. تغير تاريخ الأحداث من عام 1932 إلى 1935 بهدف إدخال الفيلم القبعة العليا (بالإنجليزية: Top Hat) الذي لم يظهر في الرواية. ترشح الفيلم لأربع جوائز أوسكار، بينها أفضل فيلم وأفضل ممثل مساعد لمايكل كلارك دنكان.

## وصلات خارجية
- صفحة رواية اللحظة الأخيرة على موقع جود ريدز